# Cáceres Esporte Clube Ltda.
O Cáceres Esporte Clube Ltda. é um clube-empresa brasileiro de futebol, da cidade de Cáceres, no estado do Mato Grosso. Foi fundado em 23 de abril de 2021 e suas cores são azul, dourado e vinho.

## História
O Cáceres fez sua estreia no futebol masculino profissional na Segunda Divisão Mato-Grossense em 2022 e em seu primeiro jogo perdeu por dois a um no Geraldão contra o Poconé. Sua primeira vitória ocorreu no segundo jogo, em Barra do Garças, por um a zero contra o Araguaia. Com uma campanha de duas vitórias um empate e uma derrota o clube se classificou para as semifinais da competição, perdendo a vaga na elite para o Mixto.
Na segunda divisão de 2023 se classificou para às semifinais.
Em 2024, novamente na segunda divisão estadual, se classificou para a elite matogrossense de 2025 após se classificar para a final contra o Sport Sinop, sagrando-se campeão desta edição. No entanto, em 27 de novembro o clube anunciou a desistência devido a um processo de reestruturação financeira. 

## Futebol Feminino
No futebol feminino o Cáceres disputou o Campeonato Mato-Grossense de Futebol Feminino de 2021, terminando a competição em terceiro lugar.

## Estatísticas

### Participações
|  | Participações em 2025 |

| Competição  | Competição | Temporadas | Melhor campanha | Anos      | P | R |
| Mato Grosso | 2ª Divisão | 3          | Campeão (2024)  | 2022-2024 | 1 |   |